# Gasse (Rugby)

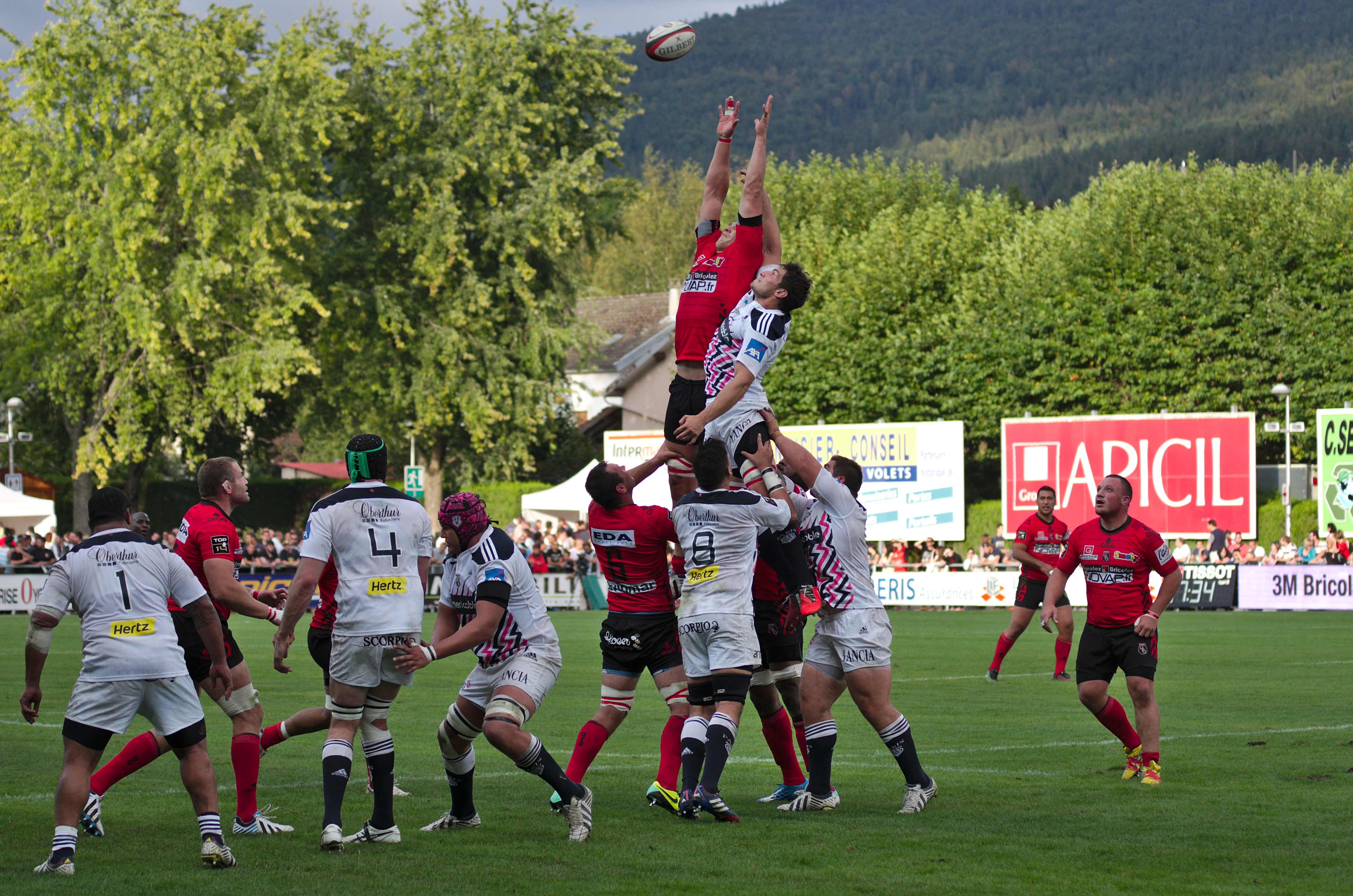
Die Spieler steigen hoch, um den Ball zu erobern.

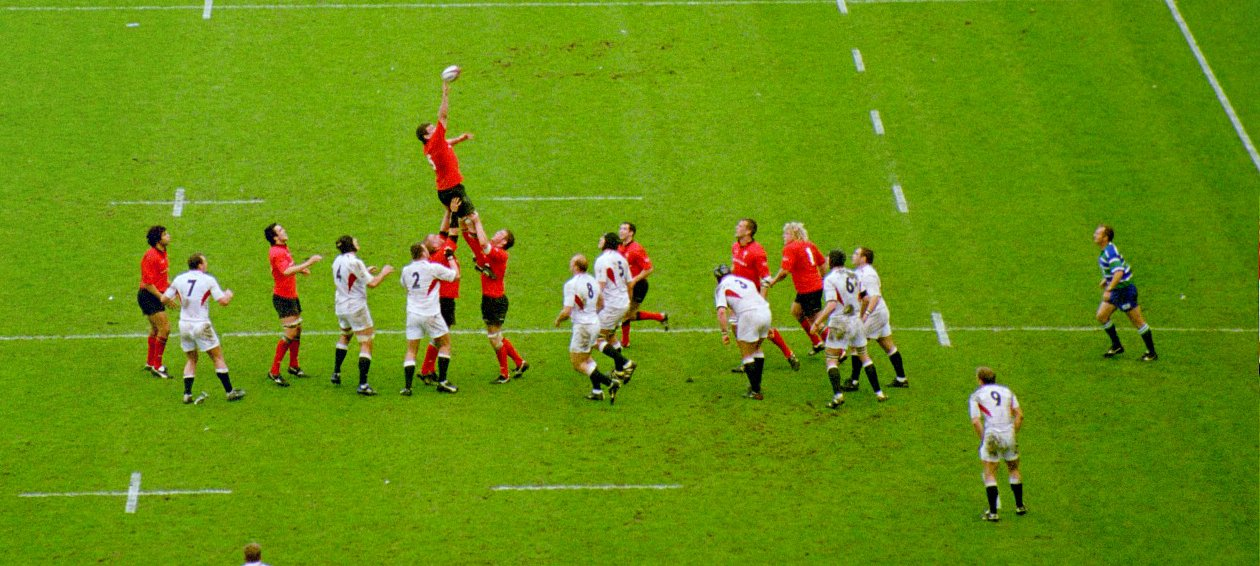
Gasse bei einem Länderspiel England – Wales (Six Nations 2004)

Die Gasse (engl.: line-out) im Rugby Union (15er und 7er) bezeichnet eine bestimmte Spielsituation. Sie ist ebenso typisch für diese Sportart wie das Gedränge. Sie wird angeordnet, wenn der Ball ins Aus kommt. Im Rugby League wird in diesem Fall ein Gedränge angeordnet, folglich gibt es dort keine Gasse.
Wie auch bei vielen anderen Sportarten wird das Spiel unterbrochen, sobald der Spielball ins Aus – also über die markierte Seitenlinie – geschlagen, getreten oder geworfen wird. Im Rugby wird die Partie mit einer sogenannten Gasse fortgesetzt, die vom Schiedsrichter immer an der Stelle angeordnet wird, wo der Ball die Seitenauslinie überschritten hat. Nur wenn der Ball von außerhalb der eigenen 22er-Zone direkt ins Aus gekickt wurde, findet die Gasse auf Höhe der Stelle statt, von der aus gekickt wurde. Die  Gasse besteht aus mindestens zwei Spielern jeder Mannschaft, die sich senkrecht zur Linie hintereinander aufstellen und somit eine Gasse bilden. Untereinander haben die Spieler etwa einen Meter Abstand. Spieler, die nicht an der Gasse teilnehmen, müssen zehn Meter Abstand halten und dürfen erst aufrücken, nachdem die Gasse beendet wurde.
Von der Seitenauslinie wird der Ball nun von einem Spieler jener Mannschaft in den freien Raum zwischen den beiden Spielerreihen geworfen, die den Ball nicht ins Seitenaus gespielt oder ihn nicht zuletzt berührt hat. (Ausnahme: Nach einem Straftritt, der ins Aus getreten wird, wirft die Mannschaft ein, die gekickt hat.) Der werfende Spieler ist meist der Hakler (die Nummer 2), der den Ball nicht schräg einwerfen darf. Dies wäre eine Regelwidrigkeit, würde abgepfiffen und Ballbesitz für die gegnerische Mannschaft bedeuten.
Nun springen Spieler beider Mannschaften hoch, um den Ball zu erobern. Dabei darf auch Hilfestellung geleistet werden. Hat eine Mannschaft den Ball erkämpft, wird das Spiel sofort fortgesetzt.
Üblicherweise wird die angreifende Mannschaft vor dem Einwurf einen verschlüsselten Gassecode (engl.:  line-out code) rufen, so dass alle Spieler genau wissen, wer den Ball fängt und welche Angriffsoption darauf folgt (z. B. Paket oder Passangriff über die Hintermannschaft).